# Stenodyneriellus guttulatus
Stenodyneriellus guttulatus är en stekelart som först beskrevs av Henri Saussure 1862.  Stenodyneriellus guttulatus ingår i släktet Stenodyneriellus och familjen Eumenidae. Inga underarter finns listade i Catalogue of Life.